# Watshamiella fictitia
Watshamiella fictitia is een vliesvleugelig insect uit de familie Pteromalidae. De wetenschappelijke naam is voor het eerst geldig gepubliceerd in 1981 door Wiebes.